# Avenida do Estado
La Avenida do Estado es una de las vías principales de la ciudad de São Paulo, Brasil. Abierta en 1914, une el centro de la ciudad hasta la frontera con São Caetano do Sul recorriendo al margen del río Tamanduateí.

## Historia

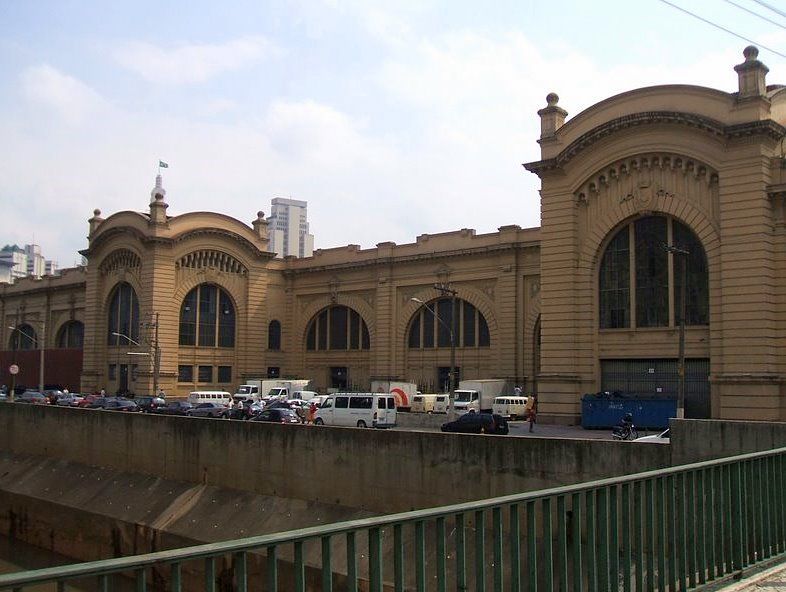
Avenida do Estado a la altura del Mercado Municipal

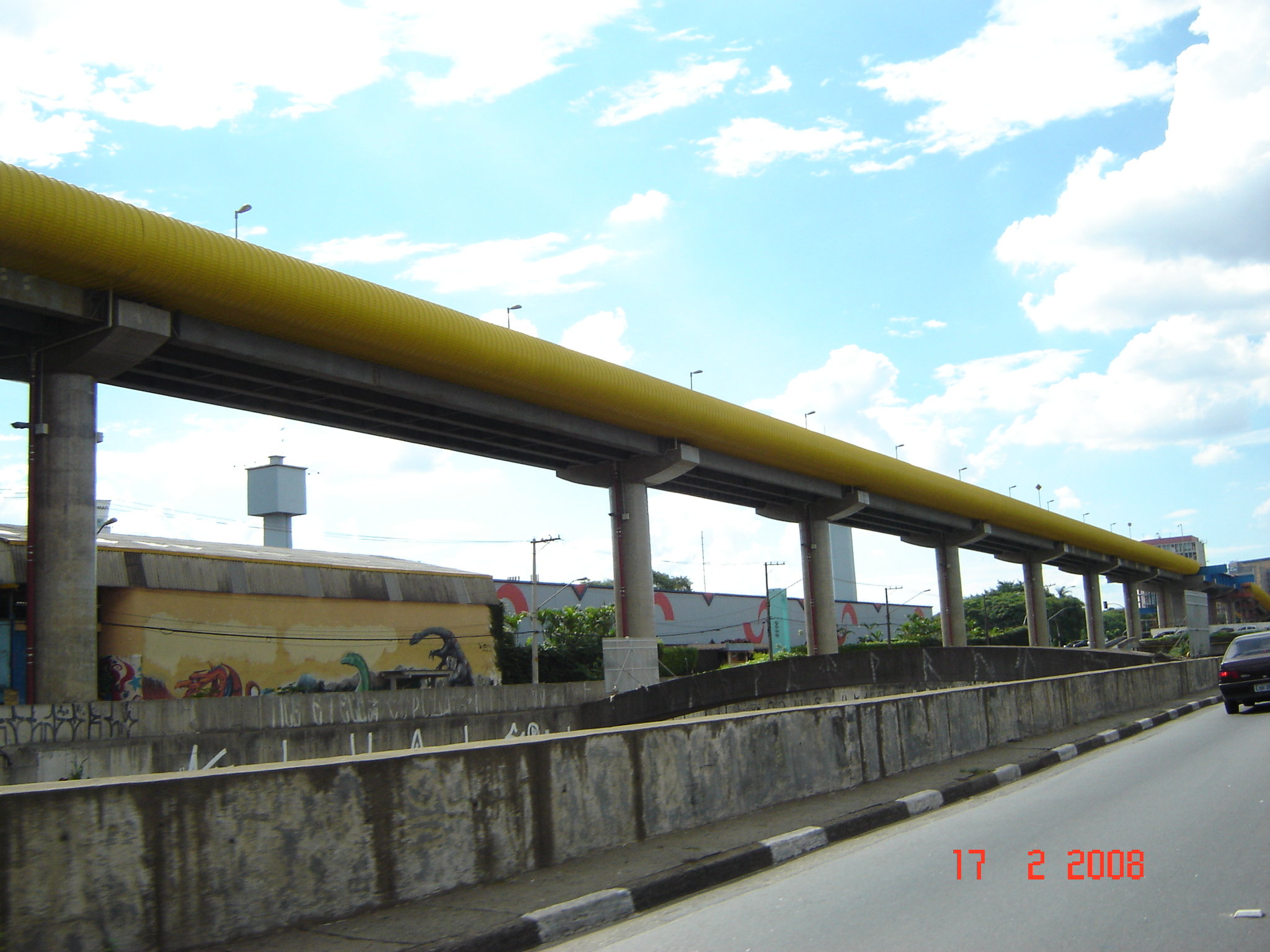
Trecho de la avenida servido por el Expresso Tiradentes, conocido popularmente como Fura-fila

A lo largo del siglo XIX, São Paulo enfrentó varias epidemias de cólera, malaria y otras enfermedades siendo la más grave la epidemia de fiebre amarilla de 1889-1896, que se extendió por todo el estado y que prácticamente diezmó a la ciudad de Campinas. Para enfrentar esos problemas, el gobierno del estado creó mediante decrecto N° 56-A del 30 de abril de 1892 una Comisión de Saneamiento del Estado. Entre los proyectos presentados por esta comisión se encontraba la canalización de los ríos y arroyos. Uno de los primeros a ser parcialmente canalizados fue el río Tamanduateí que tuvo obras de canalización entre 1892 y 1894 desde su punto de desemboque en el río Tieté hasta la Várzea do Carmo (cerca de la actual Avenida Rangel Pestana). El alto costo de estas obras vació el erario público y la comisión fue eliminada en 1898.
La realización de este proyecto de canalización dejó desocupadas varias áreas alrededor de los canales del Tamanduateí. En la década de 1910, el gobierno del estado resolvió invertir en la construcción de una nueva avenida, con un recorrido en el margen de los canales. Abierta en 1914, esa avenida fue bautizada como "Avenida del Estado" (en portugués: "Avenida do Estado"). Entre 1912 y 1913, la canalización del río Tamanduateí fue ampliada desde la Várzea do Carmo hasta la confluencia del río con el arroyo Ipiranga permitiendo así la ampliación de la avenida. De esa manera, en menos de diez años, las áreas antes inundables y yermas de los márgenes del río fueron ocupadas por edificios a los que era fácil acceder por la Avenida do Estado, creándose así barrios como el Cambuci o la parte oeste de Mooca. Al poco tiempo, la Avenida do Estado se consolidó como una de las principales vías de la ciudad con la apertura en sus cercanías del Parque Dom Pedro II (1922), el Palácio das Indústrias (1924), la Mesquita Brasil (abierta en 1929 siendo la más antigua del Brasil), el Cuartel del Segundo Batallón de Guardias (remodelado en 1930), el Mercado Municipal de São Paulo (1933), la sede de la Byington y Cia. (años 1940), el Parque Shangai (abierto en 1943 siendo el primer parque de diversiones de la ciudad), el conjunto habitacional de Várzea do Carmo (IAPI, 1950) y el local de Mesbla Veículos (años 1950). Con el problema de las crecidas y la desvalorización del Centro Viejo (en portugués: Centro Velho), la Avenida do Estado fue perdiendo importancia económica.
La avenida fue prolongada en los años 1960 desde la desembocadura del río Ipiranga hasta la del río dos Meninos con la rectificación del río Tamanduateí en ese trecho. Una parte de la avenida recibió el nombre de Avenida Francisco Mesquita. Fue construido el Viaducto Grande Sao Paulo uniendo la avenida do Estado con la avenida Francisco Mesquita. Entre el Parque Dom Pedro II y la Praça Alberto Lion fue construida a fines de los años 1970 e inicio de los años 1980 una vía expresa sobre el río Tamanduateí. Luego entre los años 1990 y 2000, la avenida recibió al Expresso Tiradentes que fue extendido en los años 2020 con el nuevo ramal para Vila Prudente.
Actualmente existe la Operação Urbana Bairros do Tamanduateí que prevé la creación de una franja de dominio de preservación a ambos lados de la avenida, el destape del río Tamanduateí entre el Parque Dom Pedro II y la Praça Alberto Lion, la extensión de algunas calles como alternativa a la avenida incluyendo la duplicación de la rua Silveira da Mota.